# Calocalanus longifurca
Calocalanus longifurca is een eenoogkreeftjessoort uit de familie van de Paracalanidae. De wetenschappelijke naam van de soort is voor het eerst geldig gepubliceerd in 1975 door Shmeleva.